# The Girl Who Was... Death
The Girl Who Was... Death è il primo album ufficiale in studio della band italo-slovena Devil Doll, pubblicato nel 1989. Si tratta di un concept album ispirato alla serie televisiva Il prigioniero di Patrick McGoohan e composto interamente da Mr. Doctor.

## Il disco
Nel marzo del 1988, dopo la registrazione di The Mark of the Beast, stampato in un'unica copia posseduta solamente da Mr. Doctor, i Devil Doll iniziano le prove del loro primo vero album: "The Girl Who Was... Death", una composizione basata sulla serie inglese Il prigioniero.
Già a settembre la formazione di Lubiana, con il supporto di alcuni membri della formazione veneziana, entra insieme a Jurij Toni nei Tivoli Studios per registrare quello che sarà il primo album disponibile al pubblico dei Devil Doll.
Nel novembre dello stesso anno viene formata la Hurdy Gurdy Records, casa discografica che negli anni a seguire si occuperà di gestire le uscite discografiche del gruppo. In seguito Mr. Doctor farà stampare 10 copie speciali del disco, una per ogni membro del gruppo, con cover ed inserti fatti a mano, contenute in un box fatto di velluto e legno.
Il 22 dicembre l'opera viene presentata in teatro, e alcune copie su cassetta della composizione verranno distribuite agli spettatori dell'esibizione.
Nel marzo del 1989, per la seconda performance live della band, verranno pubblicate 500 copie di "The Girl Who Was... Death" in versione LP, ogni copia conterrà inserti differenti, tutti preparati a mano da Mr. Doctor, alcuni, si narra, scritti persino con il sangue. Di queste copie se ne salveranno solamente 150, distribuite poi in teatro, mentre le altre verranno distrutte dallo stesso Mr. Doctor perché, a suo dire, "tutti gli interessati hanno già avuto la loro copia".

## Formazione

### Gruppo
- Mr. Doctor - voce, organo
- Edoardo Beato - pianoforte
- Albert Dorigo - chitarra
- Sasha Olenjuk - primo violino
- Katia Giubbilei - secondo violino
- Lucko Kodermac - batteria
- Jani Hace - basso
- Davor Klaric - tastiere

### Altri musicisti
- Paolo Zizich - seconda voce
- Mojca Slobko - arpa
- Il "Devil Chorus" condotto da Marian Bunic

## Tracce
1. The Girl Who Was... Death – 66:06

- In realtà "The Girl Who Was... Death" dura 38:46. Dopo 25 minuti e 25 secondi di silenzio (38:46 - 64:11) inizia la traccia nascosta "The Prisoner".